# Mandibularia
Mandibularia is een kevergeslacht uit de familie van de boktorren (Cerambycidae). De wetenschappelijke naam van het geslacht werd voor het eerst geldig gepubliceerd in 1925 door Pic.

## Soorten
Mandibularia is monotypisch en omvat slechts de volgende soort:
- Mandibularia nigriceps Pic, 1925